# Daniel David
Daniel David (15 de febrero de 1966; Maputo, Mozambique) es CEO y Presidente de DHD Holding y del grupo SOICO. Es uno de los principales defensores de un desarrollo sostenible, crecimiento económico, innovación y uso de tecnología para la transformación digital de África.

## Biografía
Daniel David nació en el distrito Moamba de la provincia Maputo. Empezó su vida laboral como profesor de Educación Física, pero seducido por las minas de oro de Sudáfrica, y como otros muchos jóvenes de su edad, dejó Mozambique para trabajar como minero durante 18 meses, tras los cuales regresó a Mozambique.
Estudio Administración en la Universidad UNISA RSA (Advanced Executive Program), y concluyó un grado en Administración y Administración Empresariales de la Polytechnic University (anteriormente ISPU).

## Carrera empresarial
Comenzó en la Televisión de Mozambique (TVM) como un administrativo en 1989. Después ascendió a Director de Formación y Cooperación; Marketing y Director Comerciales y más tarde, fue nombrado miembro del Consejo de administración de TVM. En el año 2000, con 36 años, funda Sociedad de Comunicación Independiente (SOICO, Ltd); el primer medio de comunicación privado en Mozambique con un canal televisivo (Stv, 2002), una emisora de radio (Sfm, 2004), un periódico (O País Archivado el 28 de febrero de 2017 en Wayback Machine., 2005) y el canal de noticias internacionales STV Notícias (2014).

### Carrera internacional
Ha tenido una carrera profesional larga, tanto nacional como internacionalmente. Durante su desarrollo profesional, Daniel David ha tenido una proyección continental en el área de Comunicación Social. En 1998, fue elegido Vicepresidente de URTNA (Unión Africana de Televisiones) y participó en el Foro de Naciones Unidas encima televisión y Radiofónico, de Nueva York; la Convención de Emisión de Riqueza Común, de Ciudad del Cabo; y el SABA de la Asociación de Emisión Africana del Sur.
En septiembre de 2009, un año después de que apareciera su biografía en el libro África, los mejores emprendedores, publicado por Moky Makura, fue el único mozambiqueño invitado a ser miembro de la reunión "Clinton Global Inniciative". En 2010, participó de la Gala International Emmy Awards en Nueva York. Cuatro años después, en 2014, fue nombrado presidente de la Cámara de Comercio de Mozambique-Portugal.

## Implicación en el desarrollo de Mozambique

### Foro Económico y Social Mozambiqueño - MOZEFO
En 2014 lanzó el Foro Económico y Social de Mozambique, MOZEFO, inaugurando un espacio de diálogo intersectorial e intergeneracional que no existía en el país hasta entonces. La segunda edición del Foro se celebró en 2017. La misión de MOZEFO es contribuir al crecimiento económico acelerado, inclusivo y sostenible de Mozambique, reuniendo al sector privado, al sector público y a la sociedad civil en una plataforma de debate dirigida a identificar desafíos y proponer soluciones para un crecimiento más humanizado.

### MozTech
En 2014, creó MozTech que actualmente es la mayor feria tecnológica de Mozambique. Estableciendo un espacio para el debate, la interacción y el intercambio de experiencias entre diferentes sectores de la sociedad con el objetivo de poner la tecnología al servicio del desarrollo del país. En 2018, MozTech celebró su quinta edición, centrada en la importancia de la digitalización.

### Premio 100 Mejor PYME
También creó el 100 Best SME Award, que desde 2012 premia a las pequeñas y medianas empresas con mejor desempeño en el mercado de Mozambique.

## Premios y honores
En 2007, recibió el premio honorífico "Premio al Emprendedor Emergente del Año", otorgado por Ernst & Young. También ha sido galardonado con varios reconocimientos nacionales e internacionales, como la distinción del Presidente de la República Francesa, Jacques Chirac en 2007, durante el Afrique Avenir Forum y ha sido nombrado Comandante de la Orden del Mérito, otorgada por el presidente de la República Portuguesa, Marcelo Rebelo de Sousa, en 2016.